# Tetracanthella tarbae
Tetracanthella tarbae är en urinsektsart som beskrevs av Potapov och Kuchiev 1993. Tetracanthella tarbae ingår i släktet Tetracanthella och familjen Isotomidae. Inga underarter finns listade i Catalogue of Life.